# Mick Pointer
 (janvier 2021).
Si vous disposez d'ouvrages ou d'articles de référence ou si vous connaissez des sites web de qualité traitant du thème abordé ici, merci de compléter l'article en donnant les références utiles à sa vérifiabilité et en les liant à la section « Notes et références ».
Mick Pointer, né Michael Pointer, est un batteur britannique né le 22 juillet 1956 à Brill (Angleterre), officiant au sein du groupe Arena.

## Biographie
Après une enfance sans histoire de son village natal de Brill, dans le Buckinghamshire se passionné de musique (Genesis, Deep Purple, Rush) qu'es Mick Pointer part rapidement pour Londres pour devenir batteur  professionnel . Son jeu solide et puissant oscille entre hard rock et mesure plus technique ternaire propre au rock progressif et jazz.Il fait alors la connaissance du bassiste Doug Irvine, avec qui il fonde rapidement un groupe en 1979 : Silmarillion. Après avoir recruté le claviériste Brian Jelliman, le guitariste Steve Rothery et le chanteur Fish, le nom du groupe est changé en Marillion.
Après avoir participé à trois singles du groupe, au premier album Script for a Jester's Tear et au live The Recital of the Script. En 1983 il est viré par le chanteur Fish après de multiples disputes. Fish dira aux autres musiciens de Marillion: 'c'est moi ou lui'. Après le passage de Marillion aux prestigieux Hammersmith Odeon de Londres qui fit salle comble et fut un franc succès; Mick Pointer ne fait plus partie de Marillion.
Après un long retrait de la scène, il réapparaît en 1995 aux côtés de Clive Nolan, au sein du groupe Arena formant plus tard avec le guitariste compositeur John Mitchell (Arena, Frost, Lonely Robot projet solo, John Wetton, Fish) dès 1997 le noyau dure d'Arena. En 1998 sort l'album concept The Visitor qui assure plus de notoriété et de reconnaissance à Arena.
En 2008 a l'occasion des 25 ans du premier album Script For Jester Tear's de Marillion. Il fonde le Mick Pointer Bandun groupe de reprise de Marillion avec son ami Nick Barret guitariste et chanteur de Pendragon et Mike Varty claviériste de Landmarqu et Credo ainsi que Ian Salmon (ex bassiste d'Arena) et Brian Cumming (Carpet Crawler) à la voie très similaire à Fish. Le groupe se produit au quatre coin du monde. De nos jours en 2024 le groupe assure toujours des concerts de par le monde.

## Discographie

### Marillion
- Market Square Heroes (single - 1982)
- Script for a Jester's Tear (1983)
- He Knows You Know (single - 1983)
- Garden Party (single - 1983)

### Arena
- Voir: discographie d'Arena.